# Luís de Freitas Branco
Pour les articles homonymes, voir Branco.
Luís de Freitas Branco (né le 12 octobre 1890 à Lisbonne et décédé le 27 novembre 1955 dans la même ville) est un compositeur portugais et l'une des figures les plus représentatives de la musique classique portugaise de la première moitié du XXe siècle.

## Biographie
Luís Maria da Costa de Freitas Branco est issu d'une famille aristocratique intimement liée à la famille royale portugaise. Il reçoit une excellente éducation comprenant des voyages en Europe, à Berlin et Paris où il travaille avec les compositeurs Engelbert Humperdinck et Désiré Pâque. Ses premières compositions sont particulièrement précoces et reflètent les influences musicales qu'il côtoie. Son style va progressivement évoluer vers le néo-romantisme que l'on trouve dans ses quatre symphonies. En 1916, il est nommé professeur au Conservatoire de Lisbonne (pt) et en devient le sous-directeur de 1919 à 1924.
Il est le frère du chef d'orchestre Pedro de Freitas Branco.
Luís de Freitas Branco meurt en 1955 à l'âge de 65 ans, le même jour que le compositeur Arthur Honegger.

## Œuvres

### Œuvres orchestrales
- Scherzo fantastique (1907)
- Antero de Quental, poème symphonique (1907)
- Depois de uma Leitura de Júlio Diniz, poème symphonique (1908)
- Depois de uma leitura de Guerra Junqueiro [Fantasia], poème symphonique (1909)
- Paraísos Artificiais, poème symphonique (1910)
- Trois fragments symphoniques des «Tentações de São Frei Gil» (1911-12)
- Vathek, poème symphonique (1913-14), créé partiellement en 1950 et en intégralité en 1961 sous la direction d'Alvaro Cassuto[1]. Le prétexte est une nouvelle de William Beckford, préfacé en 1876 par Stéphane Mallarmé.
- Viriato, poème symphonique (1916)
- Suite  n° 1 Alentejana (1919) : les deux suites, en trois mouvements, sont inspirées par le folklore de Alentejo, une région au Sud de Lisbonne
- Symphonie n° 1 en fa majeur (1924)
- Symphonie n° 2 en si bémol mineur (1926-27)
- Suite n° 2 "Alentejana" (1927)
- Abertura Solene «1640» (1939)
- Symphonie n° 3 en mi mineur (1930-44), en quatre mouvements, créée à Lisbonne en 1947 sous la direction du frère du compositeur
- Homenagem a Chopin (Peça em Forma de Polaca) (1949)
- Solemnia Verba, poème symphonique (1950-51)
- Symphonie n° 4 en ré majeur (1944-52)

### Pièces concertantes
- Cena Lírica pour violoncelle et orchestre (1916)
- Concerto pour violon et orchestre (1916)
- Balade pour piano et orchestre (1917)
- Variations et fugue triple sur un thème original, pour orchestre à cordes et orgues (1946-47)

### Voix et orchestre
- Aquela Moça pour soprano ou ténor et orchestre (1904 – ?)
- Soneto de Camões / A Formosura desta Fresca Serra pour soprano et orchestre (1907 – orch. 1935)
- Canção Portuguesa / Canção do Ribatejo pour soprano ou ténor et orchestre (1907 – orch. 1929)
- Canto do Mar pour soprano ou ténor et orchestre (1918)
- Commiato / Despedida, scène dramatique pour baryton et orchestre (1920 – orch. 1949)
- Oito Canções Populares Portuguesas pour soprano et orchestre (1943 – orch. 1951)

### Musique chorale
- Manfred, symphonie dramatique pour solistes, chœurs et Orchestre (1905-6)
- Oratorio « Tentações de São Frei Gil » pour solistes, chœurs et orchestre (1911/12)
- Canto do Natal (canção ribatejana) pour chœurs et orchestre (s/d)
- Noemi, cantate biblique pour solistes, chœurs, orchestre et orgues (1937-39)

### Orchestre à cordes
- A Morte de Manfredo (la mort de Manfred) pour instruments à cordes (1906), en un mouvement et qui n'est pas issu de la pièce symphonique du même nom, pourtant quasi contemporaine[2].
- Deux mélodies pour orchestre à cordes (1909)
- Lento (d’après le quatuor à cordes de 1911, version pour orchestre à cordes)
- Tentação da Morte das «Tentações de São Frei Gil» (1911-12)
- Variations et fugue triple sur un thème original pour orchestre de cordes (1946-47)

### Musique de chambre
- Marcha Comemorativapour violon, violoncelle et piano (1908)
- Trio pour violon, violoncelle et piano (1908)
- Sonate n° 1 pour violon et piano (1908)
- Prélude et fugue pour violon solo (1910)
- Prélude pour violon et piano (1910)
- Quatuor à cordes (1911)
- Sonate pour Violoncelle et Piano (1913)
- thème et variations pour trois harpes et quatuor à cordes (1920/21?)
- Sonate n° 2 pour Violon et Piano (1928)

### Voix et piano
- Aquela Moça (poème de Augusto de Lima) (1904)
- Contrastes (poème de João de Vasconcelos et Sá) (1904)
- A Formosura desta Fresca Serra pour voix et piano (sonnet de Camões) (1907)
- Canção Portuguesa / Canção do Ribatejo (1907)
- Nachtschwalbe (poème de Hermann Hango) (1908)
- Liebestraum (poème de E. Krohn) (1908)
- Calme-toi (poème du compositeur) (1909)
- Dernier vœu (vers de Théophile Gautier) (1909)
- Trilogie «La mort» (poèmes de Charles Baudelaire) (1909)
- Recueillement (poème de Charles Baudelaire) (1909)
- Élévation (poème de Charles Baudelaire) (1909)
- O Suspiro (lettre de Píndaro Diniz) (1909)
- La glèbe s’amollit (poème de Jean Moréas) (1911)
- A Elegia das Grades (vers de Mário Beirão) (1911)
- Ciclo Maeterlinckiano (poèmes de Maurice Maeterlinck) (1913)
- Deux Poèmes de Mallarmé (1913)
- O Motivo da Planície (vers de António Sardinha) (1915)
- Menuet (vers de António Sardinha) (1915)
- Soneto dos Repuxos (vers de António Sardinha) (1915)
- O Culto Divinal Se Celebrava (sonnet de Camões) (1916)
- Exercices de solfège pour voix et piano (1919)
- Frivolidade (Um simples lenço de seda) (vers de Silva Teles) (1920)
- Deux poésies de Lorenzo Stecchetti (1920)
- A Lágrima (vers de Augusto Gil) (1922)
- Hino à Razão (sonnet de Antero de Quental) (1932)
- A Lilial Virgem Maria (poème de Eugénio de Castro) (1938)
- Trois sonnets de Antero A Sulamita, 1934
- Idílio, 1937
- Sonho Oriental, 1941
- A Ideia, Ciclo Anteriano (1937-1943)
- 27 Harmonizações de Canções Populares Portuguesas (1943)
- Cá nesta Babilónia (sonnet de Camões) (1951)

### Piano
- Albumblätter (1907)
- Minuetto all’antica (1907)
- Arabesques (1908)
- Valse (1908)
- Prélude et fugue pour piano ou orgue (1908)
- Romança sem Palavras (1908)
- Nocturne (s/d – 1908?)
- Impromptu (s/d, 1908?)
- Prélude (1909)
- Poésie de Charles Baudelaire (1909)
- Mirages (1910-11)
- Luar (1916)
- Trois pièces pour piano : Capricietto, Prelúdio et Rêverie (1916)
- Douze préludes (dédiés à Viana da Mota) (1914-18)
- Deux danses  (1917)
- Sonatine (1922-23)
- Quatre préludes (dédiés à Isabel Manso) (1940)

### Orgue, harmonium
- Suite ancienne pour orgue (1908)
- Prélude et fugue pour piano ou orgue (1908)
- Chant religieux portugais pour harmonium ou orgue(1913)
- Air pour harmonium  ou orgue (1913)
- Choral pour orgue (1913)
- Musique de scène pour a peça Octávio de Vitoriano Braga pour orgue ou harmonium (1916)
- Rapsodie portugaise pour orgue (1938)

### Musique sacrée
- Sub tuum presidium à deux voix a cappella (1912)
- Tota pulchra es, à une voix et orgue (1912)
- Veni Sancte à une voix et orgue (1912)
- O Salutaris à une voix et orgue  pour quatre voix mixtes a cappella (1912)
- Tantum ergo à trios voix  (avec orgue ad libitum) (1912)
- Responsórios do Espírito Santo à trois voix et orgue (1914)
- Bendito à une voix et orgue
- Te Deum pour voix et orgue (1915)
- Veni Sancte à deux voix et orgue (1915)
- O Gloriosa à une voix et orgue (1916)
- Hino a Santa Teresinha pour chœurs à une voix et orgue (1925)

### Chœurs mixtes a cappella
- Modinha (vers de João de Deus) (1937)
- Dez Madrigais Camonianos (1930-1935-1943)
- 6 Harmonizações de Canções Populares Portuguesas (1943)
- Canção da Pedra  (1950)

### Chœurs féminin a cappella ou avec piano
- Canção das Maçadeiras, harmonização de canção popular pour soliste, chœurs féminin et piano (1943)
- Nossa Senhora, harmonização de canção popular pour soliste, chœurs féminins et piano (1943)
- Dança Pastoril pour chœur féminin a cappella (1948)
- Dez Madrigais Camonianos pour chœur féminin a cappella (1943/49)

### Chœurs masculins a cappella ou avec piano
- Lembras-me pour chœurs masculin a cappella (vers de João de Deus) (1931)
- Marche militaire pour chœurs masculins a cappella (poésie de Carlos Queirós) (1935)
- Eu hei-de ir, harmonização de canção popular pour ténor solo, chœurs masculins et piano (1943)
- Canção do Pastor pour ténor solo et chœurs masculins (vers du compositeur) (1948)
- Dez Madrigais Camonianos pour chœurs masculins a cappella (1943/49)
- Duas Canções ao Gosto Popular pour solistes, chœurs masculins et piano (1950)

### Musiques pour film
- Douro, Faina Fluvial de Manuel de Oliveira (1931)
- Gado Bravo d'António Lopes Ribeiro (1934)
- Vendaval Maravilhoso de José Leitão de Barros (1949)
- Frei Luís de Sousa d'António Lopes Ribeiro (1950)
- Algarve d’Além-Mar d'António Lopes Ribeiro (1952)
- Rhapsodie portugaise de João Mendes (1959)
- O Mal-Amado de Fernando Matos Silva (1974)
- Mystères de Lisbonne de Raoul Ruiz (2010)

### Musiques de scène
- Musique de scène  pour une pièce de Octávio de Vitoriano Braga, pour orgue ou harmonium (1916)
- Musique de scène  pour o Auto da Primavera de Alfredo de Freitas Branco, pour voix et piano ou orgue (s/d – publ. 1919)
- Canção pour o Auto da Índia de Gil Vicente, pour voix féminines (1938)

## Discographie
- Symphonie n° 2, After a reading of Guerra Junqueiro, Artificial Paradises  : Naxos, RTÉ National Symphony Orchestra.